# Iglesia de Santo Tomás Apóstol (Genicera)
La Iglesia de Santo Tomás de Genicera es un templo católico situado en la localidad de Genicera (provincia de León, Castilla y León, España). En su exterior, presenta tres espacios diferenciados, cada uno con un tejado a dos aguas, y otro a un agua para formar el pórtico, donde además se localiza la entrada al templo mediante una puerta de arco de medio punto. Asimismo, la fachada frontal cuenta con una espadaña en la que hay dos vanos en los que cuelgan sendas campanas. La iglesia se construyó con mampostería en los muros y sillares para rematar esquinas, puertas y ventanas.
Su recinto está delimitado por un muro que rodea todo el castro sobre el que se levanta el edificio con dos arcos de acceso también de medio punto, uno de ellos únicamente con los salmeres. Se encuentra dentro del recinto el cementerio y fuera de este pero en el mismo castro, la que fue la primera escuela de la localidad.

## Arquitectura

### Planta
La iglesia está construida con un estilo tardorrománico en algunos apartados, aunque principalmente es de momentos avanzados del gótico, de una sola nave con tres espacios diferenciados: la primera sección de mayor tamaño es desde donde se escucha la misa, con techumbre adintelada y dos vanos rectangulares en altura a modo de claristorio para permitir la entrada de luz, principalmente del sur. A uno de los lados encontramos una capilla abovedada en medio punto, el antiguo baptisterio (donde se colocaba la pila bautismal), que se usa hoy como almacén. La segunda zona, el ábside, de menor tamaño que la primera, es de planta cuadrangular con bóveda de cañón apuntado, accediendo desde el primer espacio por medio de un arco del triunfo apuntado apoyado sobre pilares que llevan a una imposta a modo de capitel, cincelados por medio de nidos de abeja o taqueado jaqués y discos en medio-bajo relieve con restos muy escasos de pintura mural. Detrás del altar se conservan unas pinturas tras el retablo de cronología imprecisa, tapadas de con una capa de cal y cemento durante el último arreglo del siglo XX.
La tercera zona es la sacristía, siendo el espacio de menores dimensiones, techada igualmente con una bóveda de cañón, accediéndose desde la zona septentrional del ábside por medio de un arco de medio punto de reducidas dimensiones.
Antes de acceder a la iglesia por medio de la puerta de acceso, también de medio punto, encontramos un pórtico con un banco corrido de grandes losas de piedra rodeando la entrada.
La iglesia se encuentra bien amurallada ya que existen ciertas hipótesis que remiten al carácter estratégico de esta localidad.

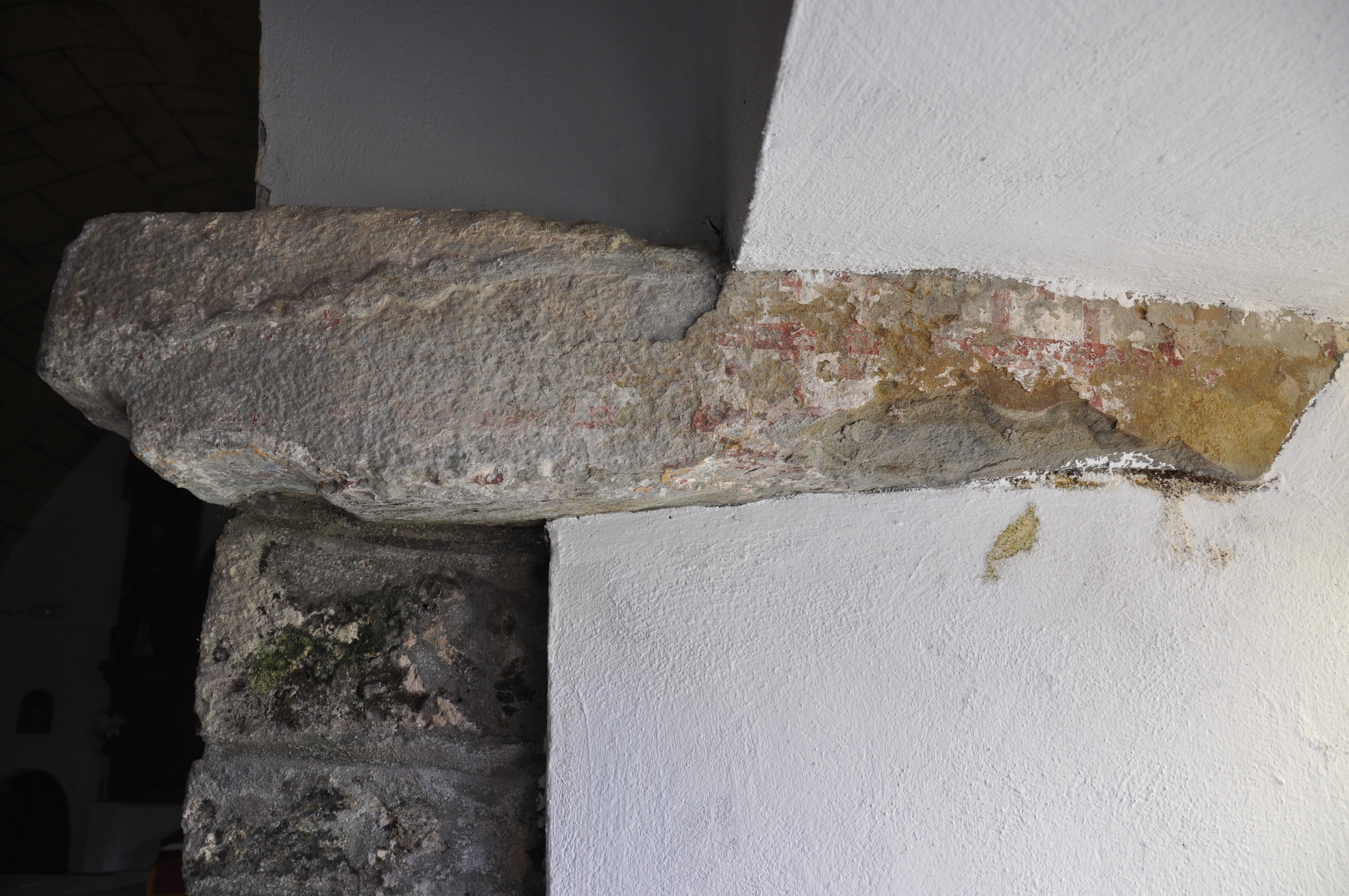
Restos de pintura mural y relieves con detalle de un rayo de sol (derecho)
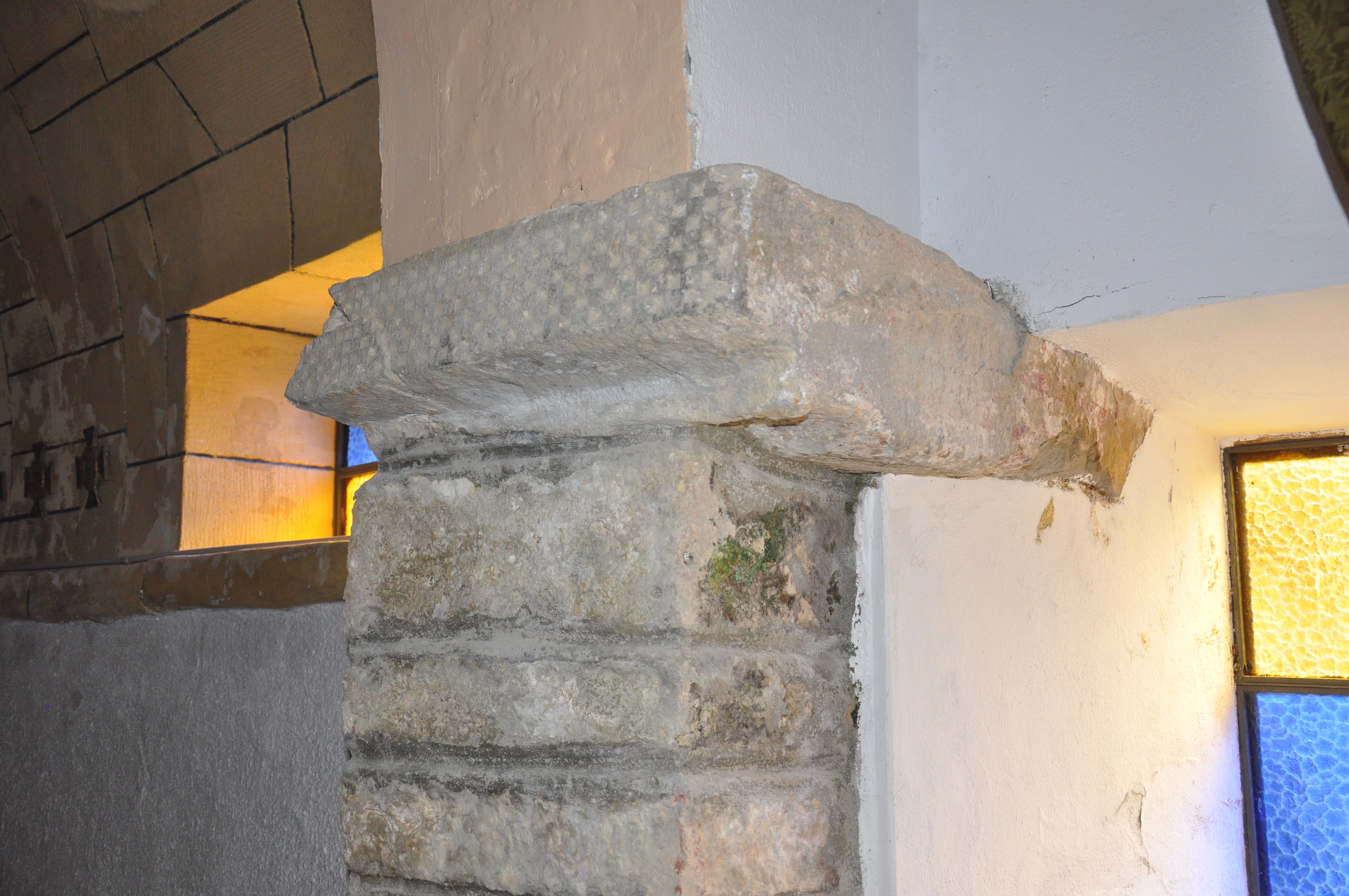
Imposta derecha
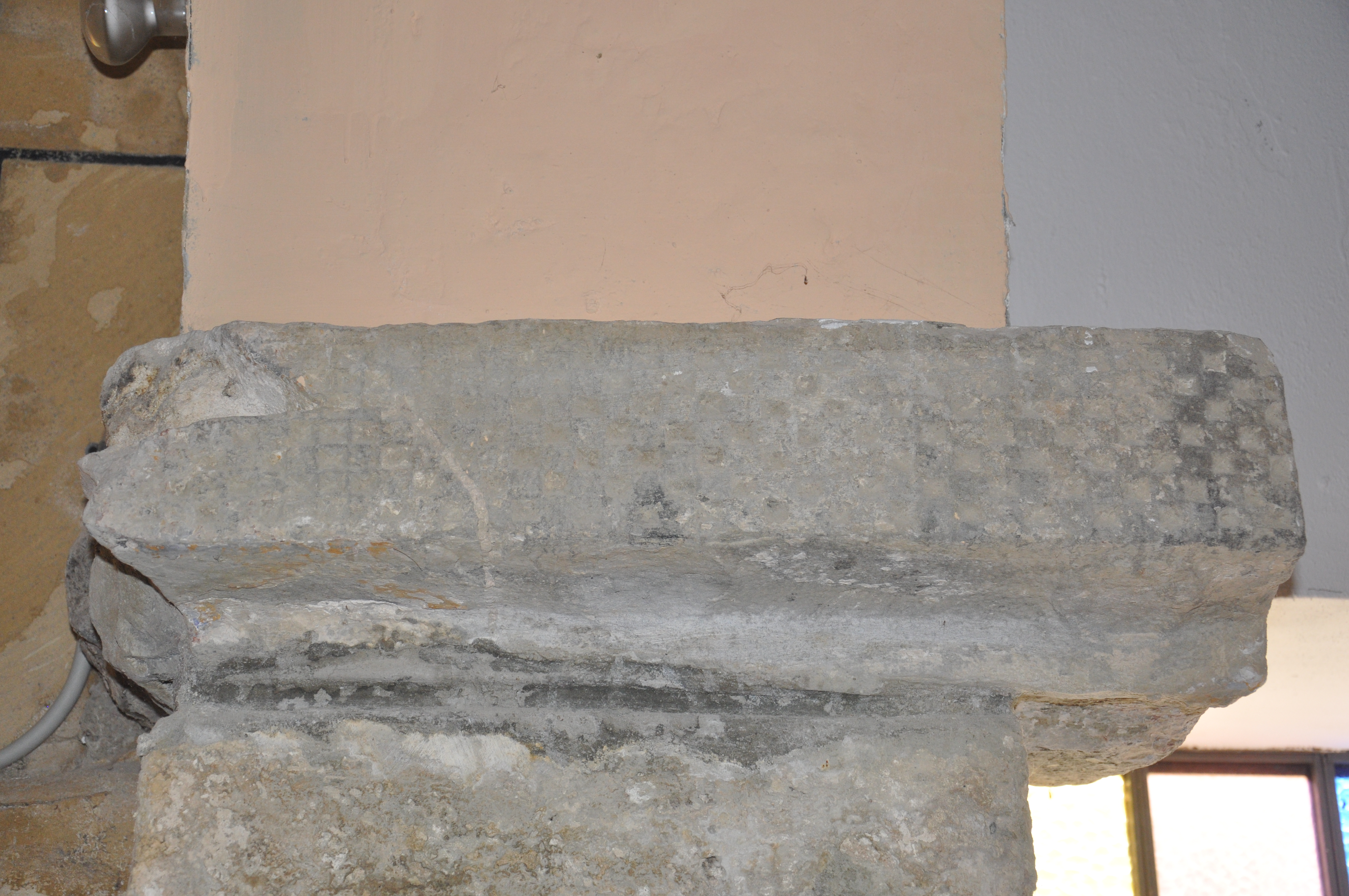
Relieve de nidos de abeja o taqueado jaqués en la imposta (derecho)
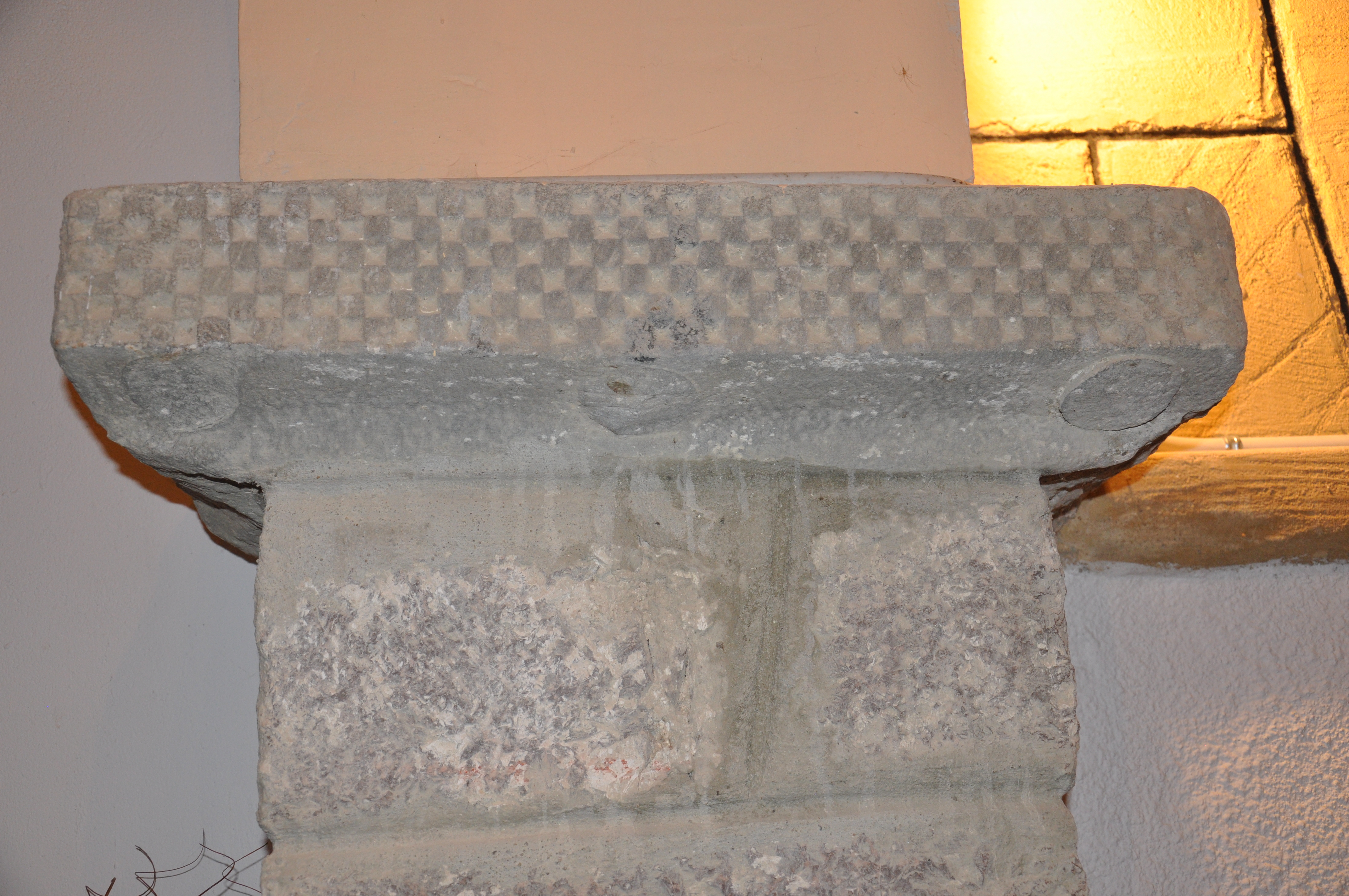
Imposta izquierda

En la segunda mitad del siglo XIX se colocó una lauda sepulcral con las armas de la casa Getino, traída por el Padre que recibía este mismo apellido, a la iglesia de Genicera. Es uno de los dos escudos nobiliarios de Genicera, un total de 11 en La Mediana de los Argüellos

### Cambios estructurales

#### SigloXX

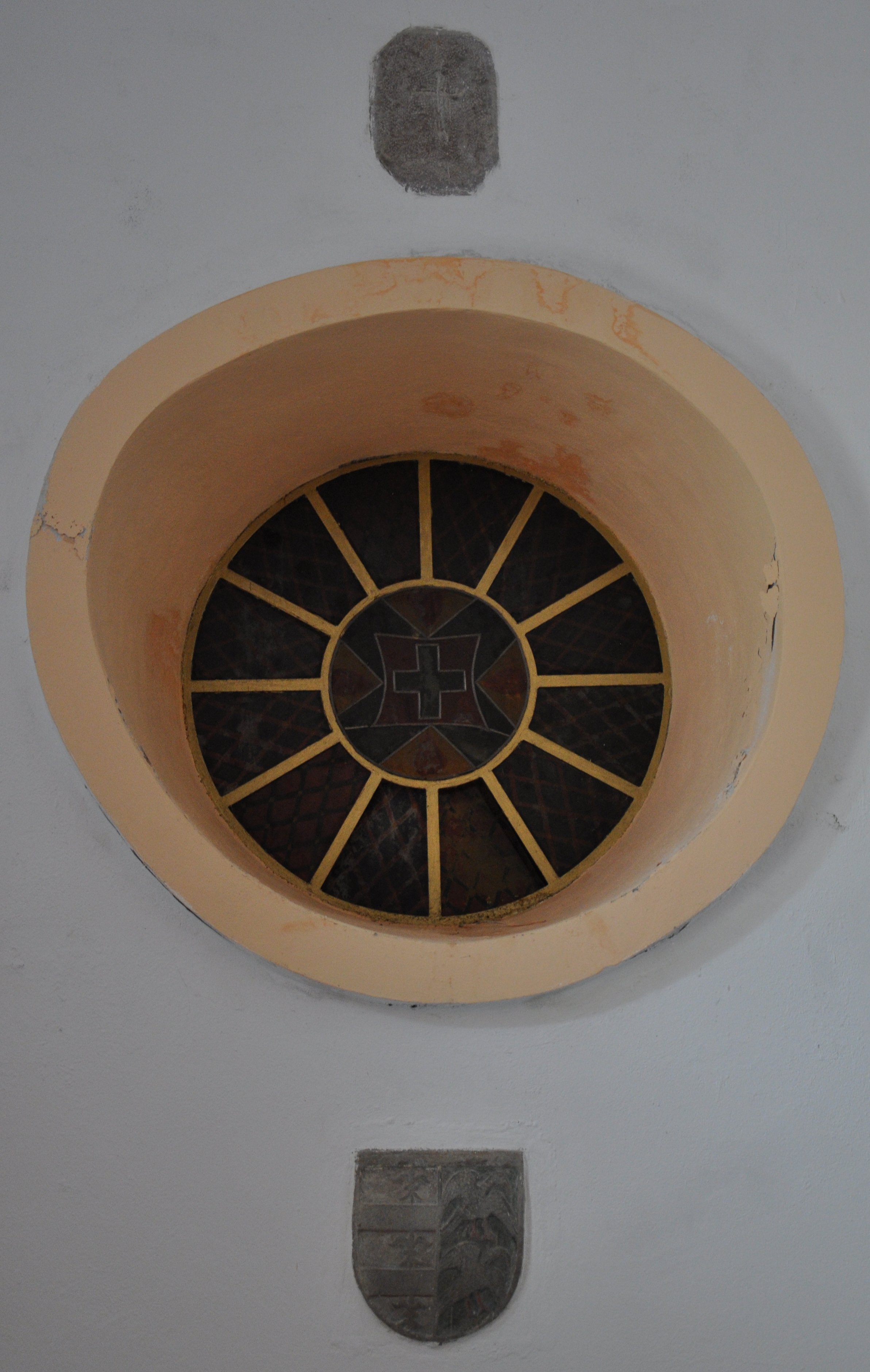
Óculo de la iglesia con el escudo de la Casa Getino y una cruz tallada en una de las piedras

Pasada la Guerra Civil, se redujo el tamaño del pórtico de la entrada a la mitad, suprimiendo la columna de madera y sustituyéndola por un contrafuerte ex novo.
La pared tras la bancada cuenta con un óculo ciego a modo de rosetón tapado con unas vidrieras ya de mediados del siglo XX, así como las que se sitúan en la parte derecha del templo. El rosetón se encuentra cegado ya que hubo un proyecto promovido por el cura de la época de iluminar la iglesia con la luz de poniente pero se quedó a medio realizar por lo que se tirarían parcialmente las escaleras exteriores que conectan con la espadaña sin que se llegase a concluir el plan. Además de estos cambios estructurales, se cambió la pila bautismal de su posición geográfica con respecto al norte para ser puesta junto al retablo quedando el baptisterio tapiado y únicamente conectado con una puerta para ser utilizado como almacén. Dentro de este mismo proyecto, se derribó el muro que delimitaba el campanario, y por su ausencia, se sustituyó en 2021 por una balaustrada de forja.
Con excepción de las imágenes del Santísimo Cristo de la Paz, la Inmaculada Concepción y Tomás Apóstol, el resto de imágenes del templo son de los años 90 o 2000, en yeso. Estas son las de Antonio Abad y Antonio de Padua (a ambos lados del retablo), el Sagrado Corazón, José de Nazareth y otra imagen de la Inmaculada.

#### SigloXXI
A partir de la segunda década del siglo XXI se desarrollaron diversos cambios, entre los cuales están el remodelado de la sacristía, el arreglo del tejado y la colocación de elementos de seguridad como un balaustre y barandilla en el campanario así como una nueva cancilla en el arco de su perímetro.

## Retablo
El retablo, de madera de castaño, mantiene los patrones de un retablo común, aunque de una manera mucho más austera en cuanto a su composición. Está el aparejo dorado en ciertas partes, dividido en tres calles donde se encuentran a la izquierda Antonio Abad y a la derecha San Antonio de Padua. En la calle central se encuentra Santo Tomás, estando este elevado sobre un cuerpo intermedio y bajo su peana un conjunto de arco ciegos tetrageminados. Bajo las peanas de las calles laterales, hay otro conjunto de arcos también ciegos trigeminados formando el banco. Las entrecalles están formadas por arcos ciegos trigeminados en tres alturas diferentes para adaptarse al marco. Este marco es un arco partido por la mitad, estando colocada en medio la calle central y apoyada la imposta del arco sobre columnas de doble fuste. Los doseletes son bóvedas de horno rematadas en una cruz, envuelta cada una en cinco gabletes. Se encuentra a la altura del banco el sagrario con la representación de Cristo en forma de moscóforo y bajo todo esto, el sotabanco, conformado por una serie de bajorrelieves en forma de eses. Todas las columnas están adosadas al fondo y este a veces presenta relieves en forma de celosías. Este retablo es original de Deva, ya que el original fue expoliado y gracias a un familiar de quien será el Padre Eleuterio logró trasladar este desde la localidad asturiana. Posteriormente, a mediados del siglo XX, fue sustraido por otro párroco junto con los cuadros y el coro con su púlpito pero los vecinos lograron recuperar el retablo ya que el coro se utilizó para hacer un escritorio para el autor de los hechos.

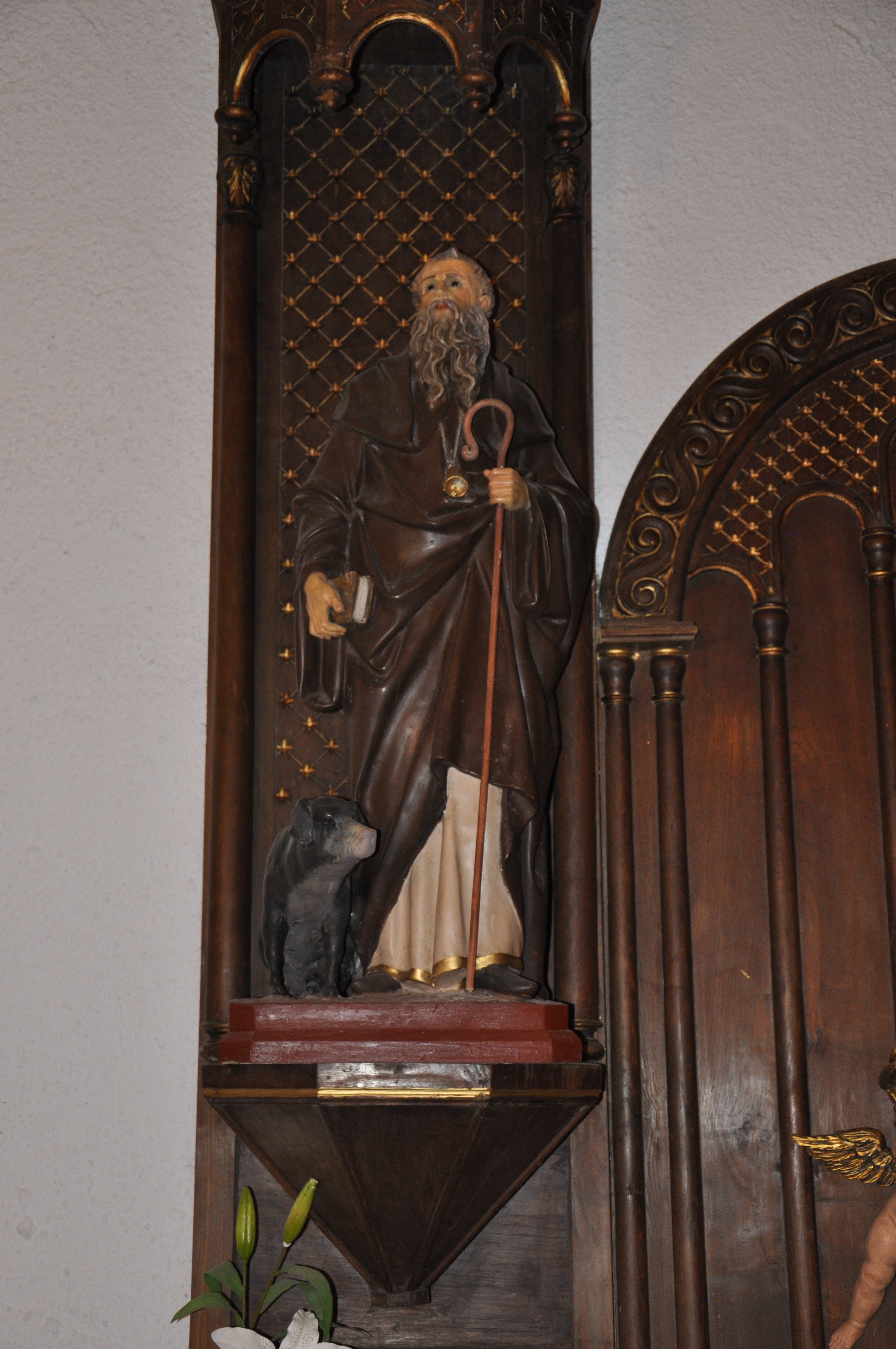
Imagen de Antonio Abad, a la izquierda del retablo
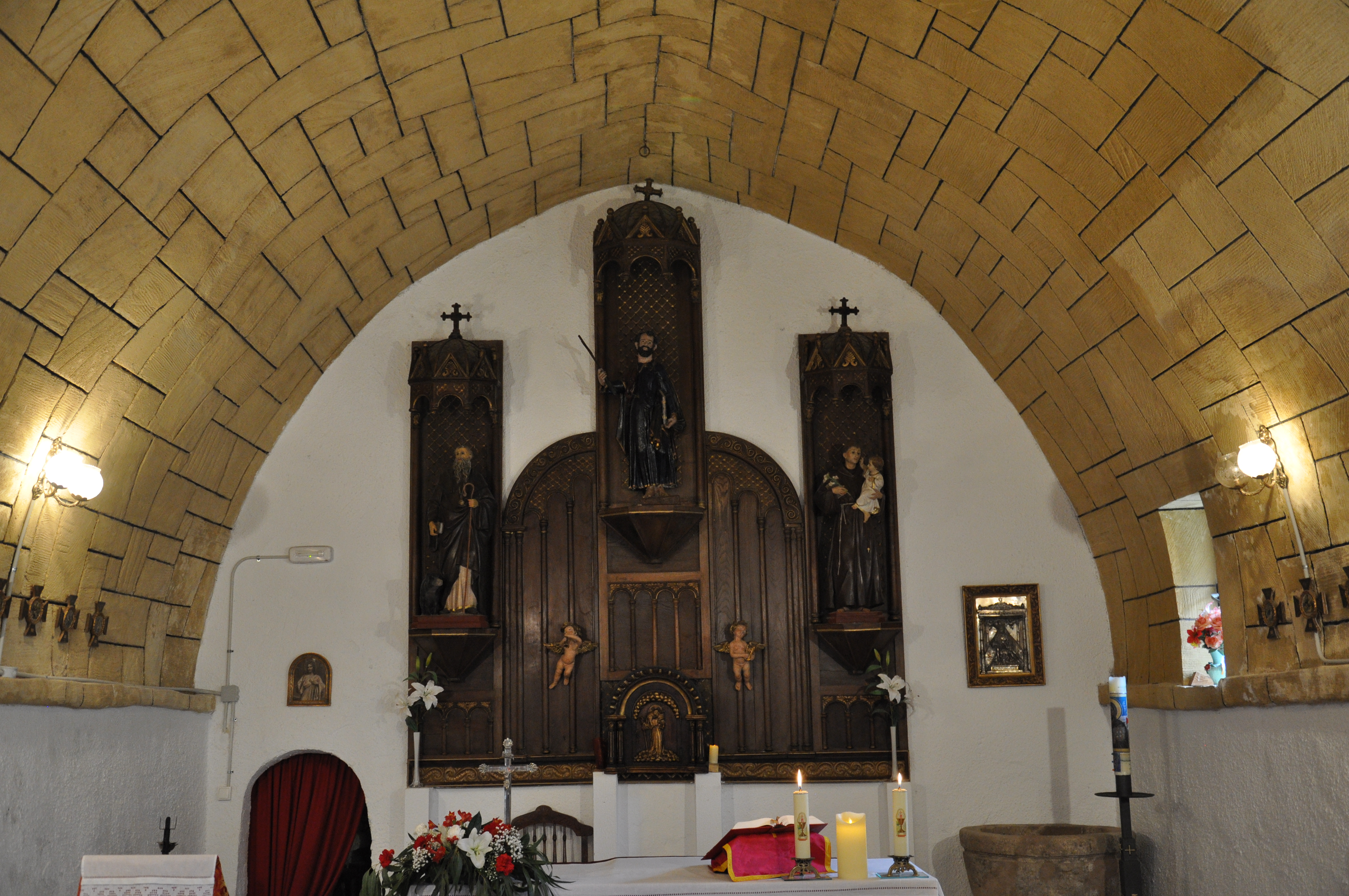
Retablo de la Iglesia de Genicera procedente de Deva
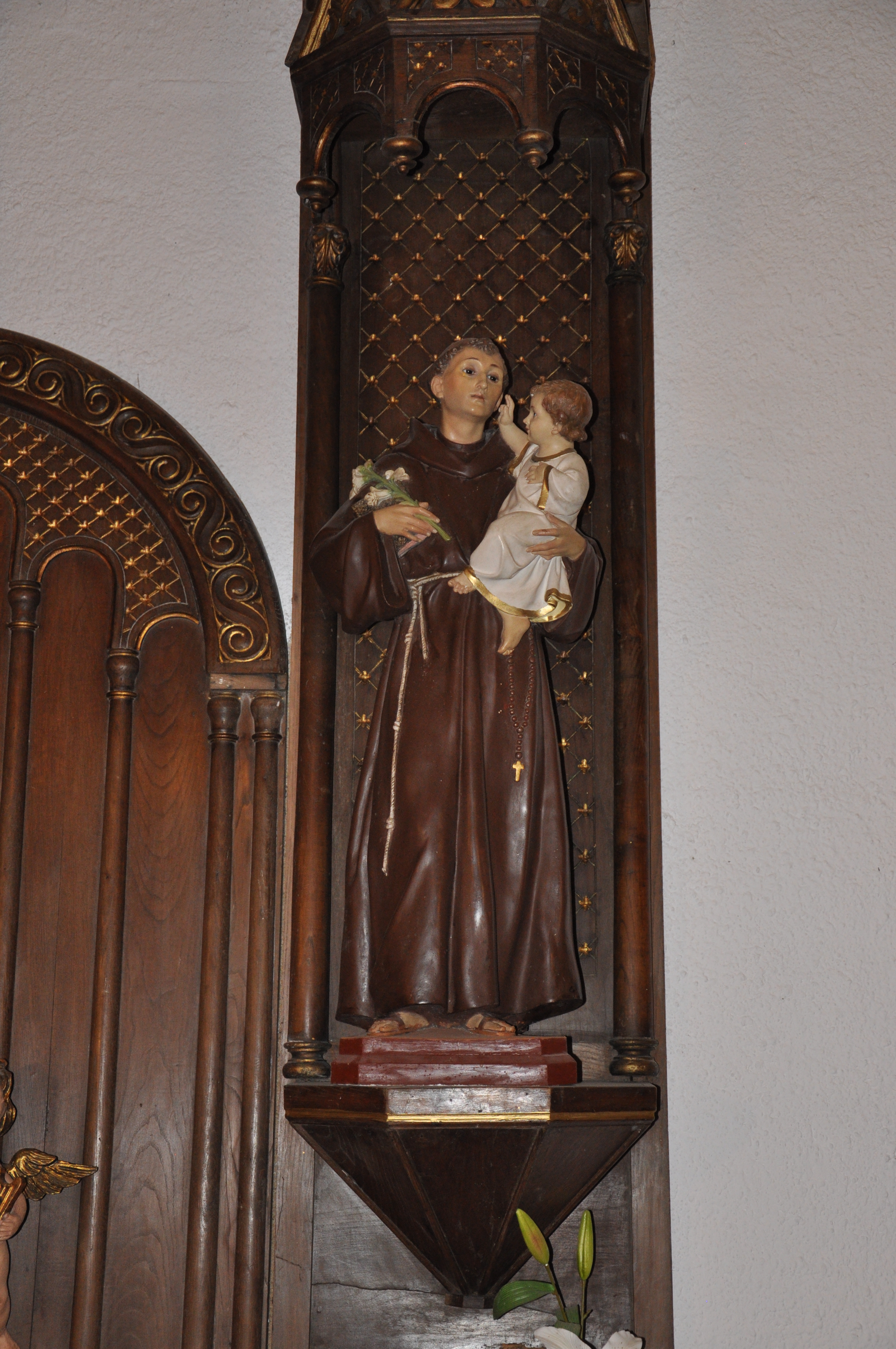
Imagen de Antonio de Padua, a la derecha del retablo

## Imaginería
En el siglo XVII, con la llegada del barroco, se tallaron tres de las estatuas más antiguas presentes en su iglesia: la inmaculada concepción, el santísimo Cristo de la paz y Tomas el Apóstol; estos dos últimos pertenecientes a la escuela de Juan de Juni guardando un gran valor artístico dentro del pueblo, según informó la restauradora Marta Eva Castellanos y secundado por algunos investigadores de la Universidad de León.
Se encuentra también en el templo una pintura excepcional que representa al Santísimo Cristo de la Paz, con una inscripción debajo haciendo referencia a la que en antaño sería la Cofradía del Santísimo Cristo de la Paz. Esta se conservó milagrosamente, pues iba cosida a la pendoneta funeraria y fue olvidada, dejando que se pudriesen las telas, hasta que en torno a finales de primera década de los 2000 fuese restaurada por las Hermanas Carbajalas de León. El paño púrpura sobre el que se encuentra la pintura es un añadido posterior, para sacar esta pintura como estandarte. En cuanto a la pendoneta de muertos esta confeccionada en tres paños de seda de damasco negra, con bordes y cenefas en hilo de oro.

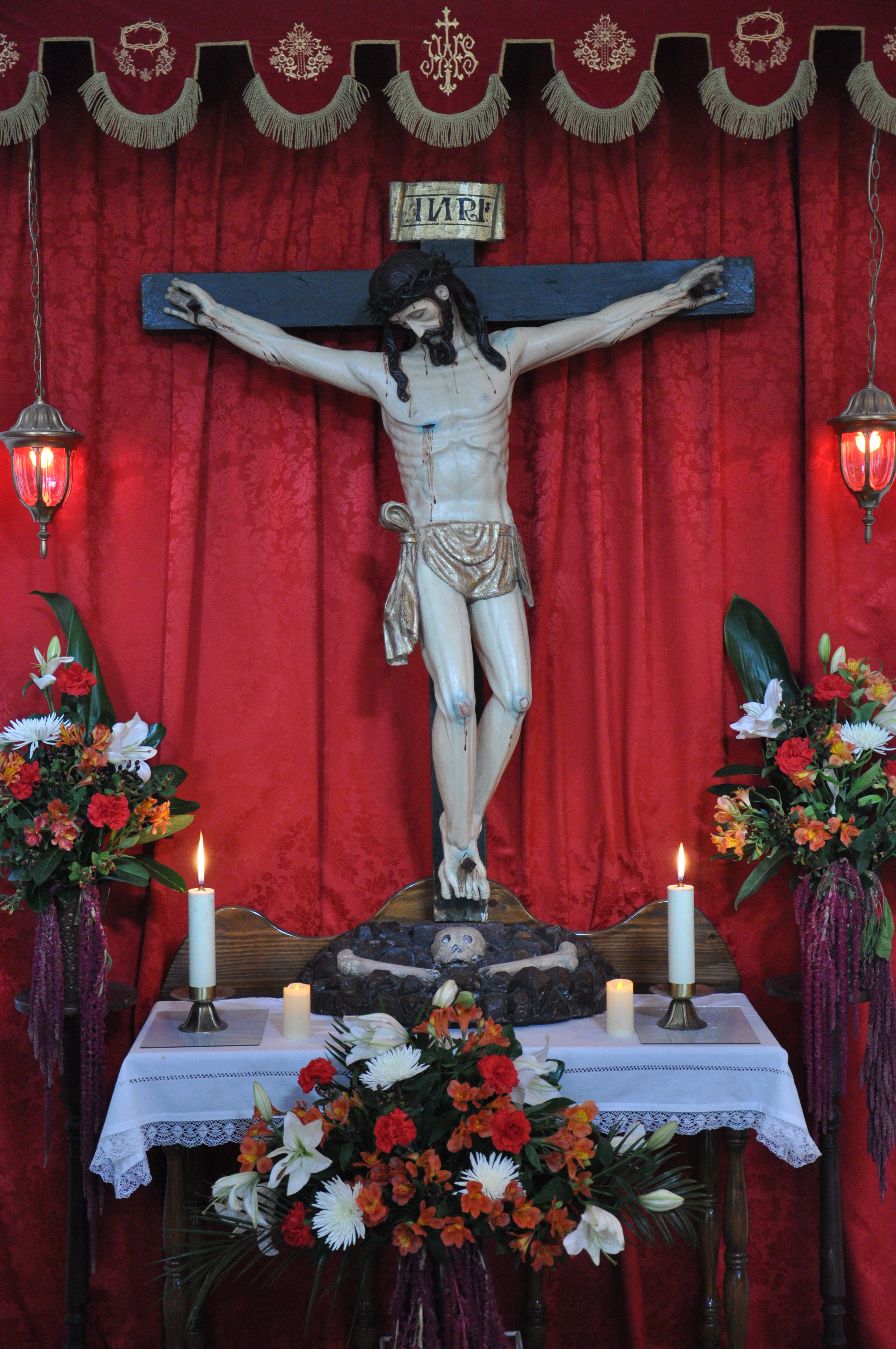
Imagen del Santísimo Cristo de la Paz
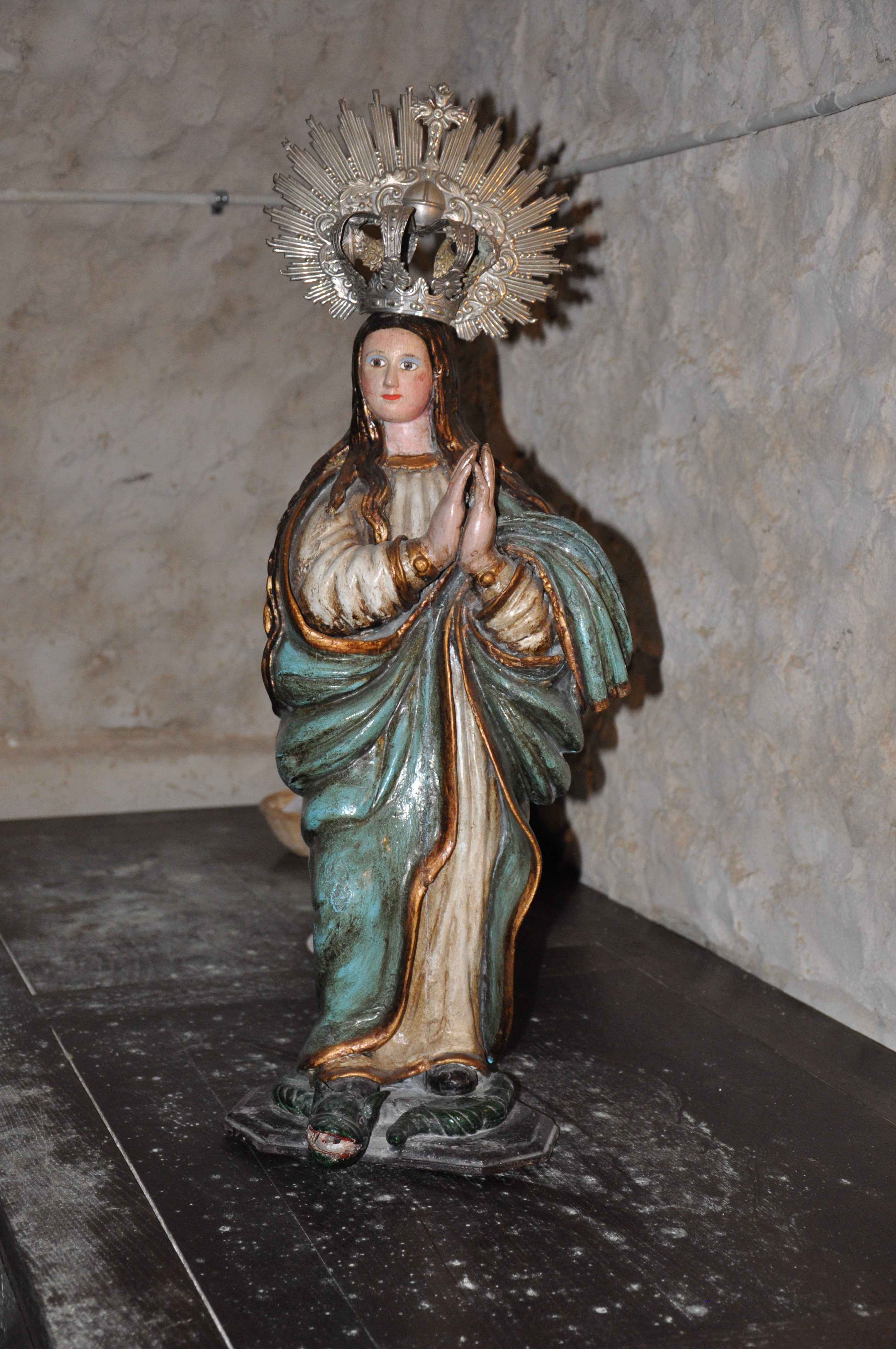
Imagen de la Inmaculada Concepción
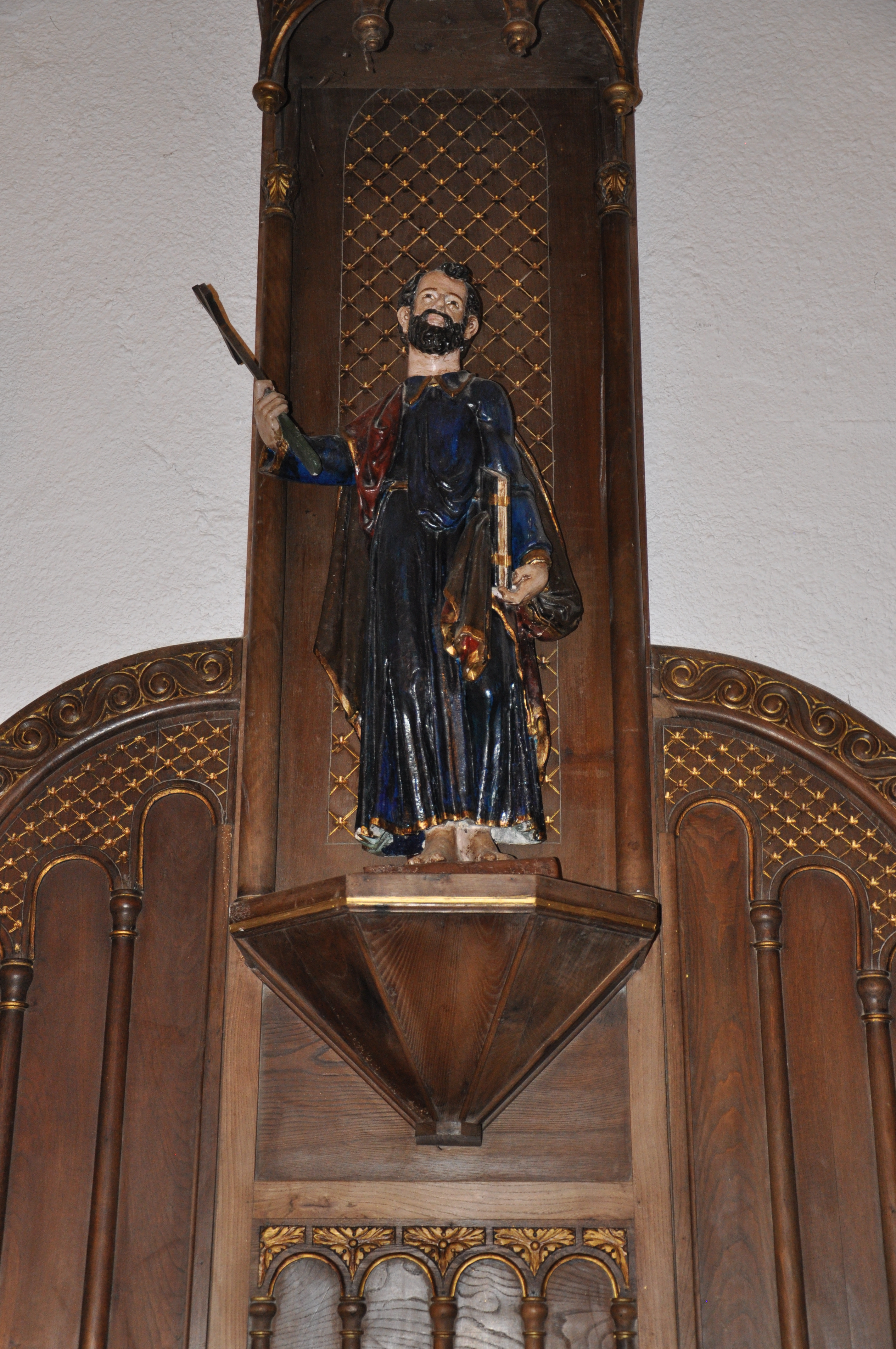
Imagen de Tomás Apóstoll
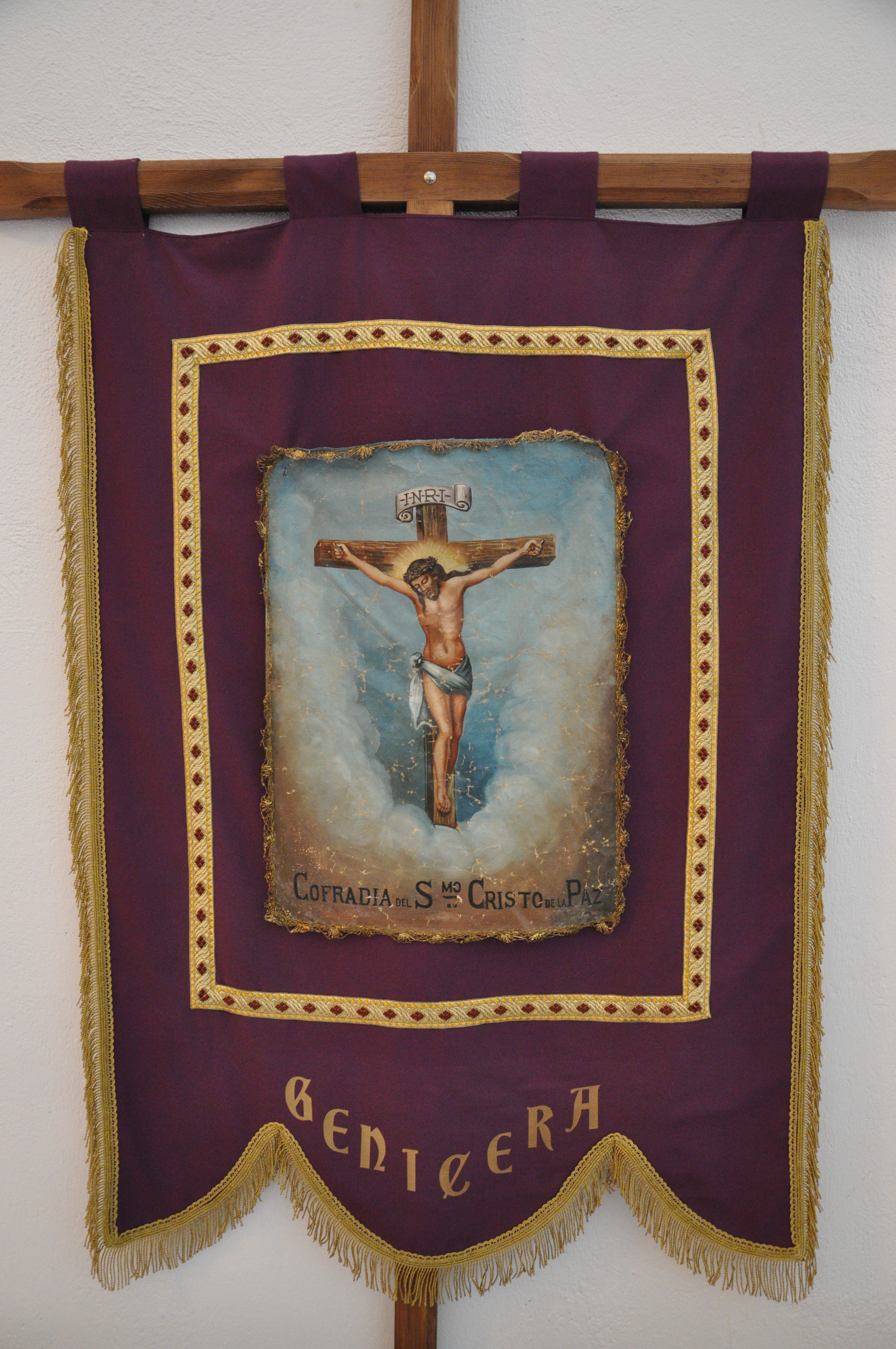
Lienzo de la cofradía del Santísimo Cristo de la Paz de Genicera